# Anthony Jordan (Erzbischof)
Anthony Jordan OMI (* 10. November 1901 in Broxburn, West Lothian, Schottland; † 4. März 1982 in Edmonton, Alberta, Kanada) war ein römisch-katholischer Ordensgeistlicher und Erzbischof von Edmonton.

## Leben
Jordan trat am 17. August 1921 in die Ordensgemeinschaft der Oblaten der Unbefleckten Jungfrau Maria ein. Die Priesterweihe empfing er am 23. Juni 1929 durch den Erzbischof von Saint-Boniface, Arthur Béliveau.
Am 22. Juni 1945 wurde er zum Apostolischen Vikar von Prince George und Titularbischof von Vada ernannt. Die Bischofsweihe spendete ihm am 8. September desselben Jahres der Erzbischof von Québec, Jean-Marie-Rodrigue Kardinal Villeneuve, Mitkonsekratoren waren William Mark Duke, Erzbischof von Vancouver, und Ubald Langlois, Apostolischer Vikar von Grouard.
Am 17. April 1955 wurde Jordan zum Koadjutorerzbischof von Edmonton und Titularerzbischof von Silyum ernannt. Am 11. August 1964 folgte er John Hugh MacDonald als Erzbischof der Diözese nach. Er hatte das Amt bis zum 2. Juli 1973 inne. Jordan starb am 4. März 1982 im Alter von 80 Jahren in seiner Bischofsstadt.